# Gerda (imię)
Gerda – imię żeńskie pochodzenia germańskiego. Może być skróconym wariantem imion Gerarda czy Gertruda lub pochodzić od staronordyjskiego garðr, co oznacza "zamknięcie", czy od słowa staronordyjskiego w dialekcie islandzkim  gård,gėrđa, co oznacza "sława", znajdziemy  w tłumaczeniu Runicznej poezji z j. islandzkiego, dokonanym przez Thomasa Percy w 1763. 
Gerda imieniny obchodzi: 12 lutego.